# Freie Universität (Thielplatz)
Freie Universität (Thielplatz) is een station van de metro van Berlijn, gelegen in het Thielpark, tussen de Löhleinstraße en de Brümmerstraße, in het Berlijnse stadsdeel Dahlem. Het metrostation werd op 12 oktober 1913 geopend onder de naam Thielplatz, als zuidwestelijk eindpunt van het eerste deel van de Wilmersdorf-Dahlemer U-Bahn, de huidige lijn U3. Per 11 december 2016 kreeg het de huidige naam. Het station heeft de monumentenstatus.
Doordat Dahlem ten tijde van de opening van Wilmersdorf-Dahlemer U-Bahn nog grotendeels onbebouwd was, trok de lijn slechts weinig reizigers en werden er grote verliezen geleden. In station Fehrbelliner Platz moest men dan ook overstappen op kortere treinen richting Thielplatz. De provisorische werkplaats die zich oorspronkelijk achter het eindstation bevond werd met de verlenging van de lijn naar Krumme Lanke op 22 december 1929 gesloten. Tegenwoordig brengt met name de nabijgelegen campus van de Freie Universität station Thielplatz een groot aantal reizigers.

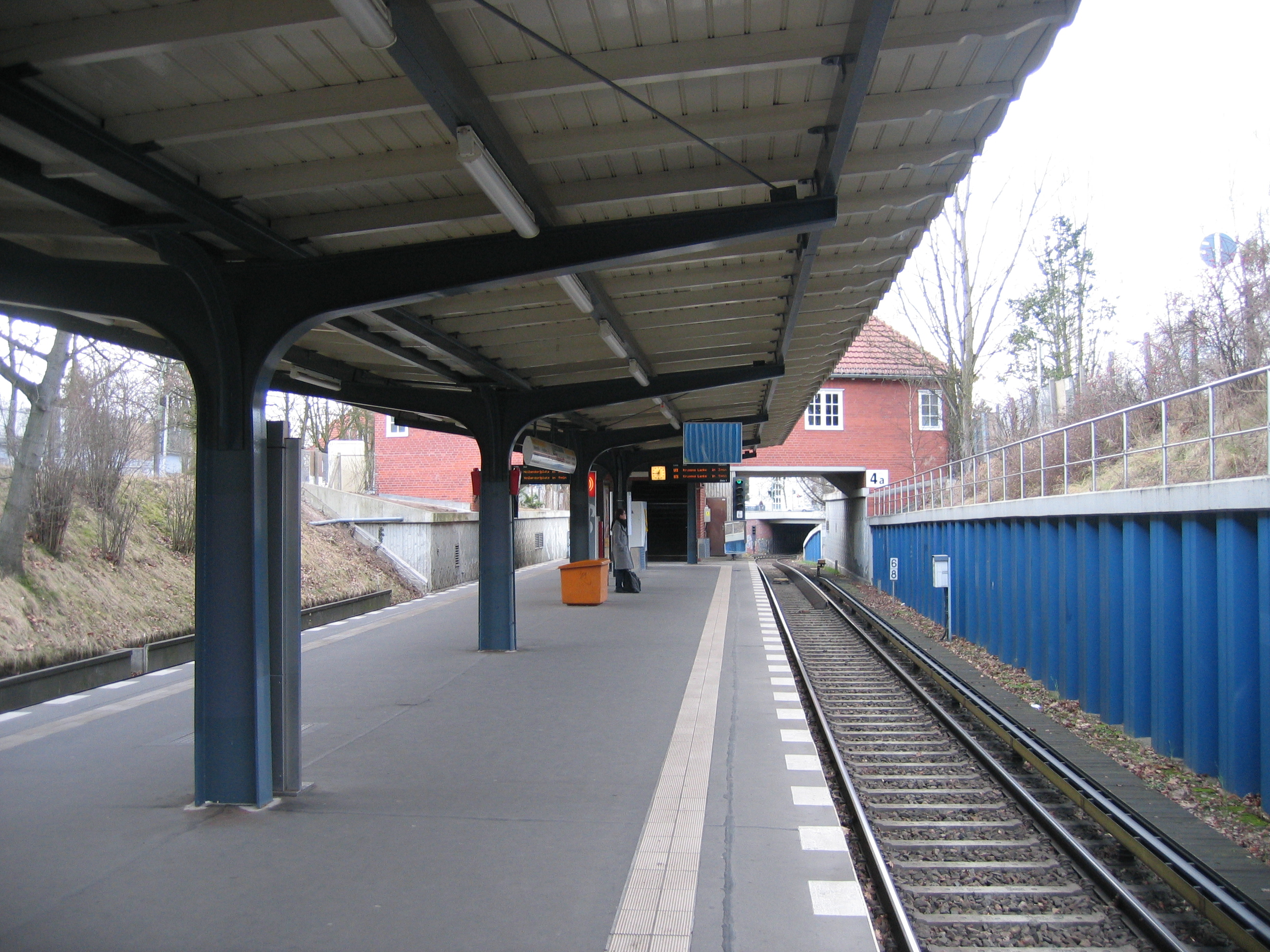
Perron van station Thielplatz, met op de achtergrond de westelijke stationshal

Het metrostation is gelegen in een uitgraving en heeft een eilandperron. Het boven het perron gelegen toegangsgebouw aan de noordoostzijde van het station is van de hand van Heinrich Straumer. Kenmerkend voor dit gebouw zijn de grote klok boven de ingang en de plattegrond in de vorm van een halve zeshoek, die gebaseerd is op de door Hermann Muthesius ontworpen villa Haus Freudenberg in Nikolassee. In de twee zijvleugels zijn kiosken gevestigd. In 1980 bouwde men aan de zuidwestzijde een tweede toegangsgebouw, waarin ook een onderstation is ondergebracht. Deze toegang is een kopie van het gebouw van Straumer.